# Wilhelm Münzer
Wilhelm Karl Ernst Münzer, auch: Willi Münzer oder Willy Münzer geschrieben, (* 12. September 1895 in Münster; † 11. Juni 1969 in Bad Iburg) war ein deutscher Beauftragter des Reichskommissars für die Provinz Zeeland in den Niederlanden.

## Wirken
Von 1921 bis 1924 war Münzer Bezirksleiter des Frontkämpferbundes Stahlhelm. Die Stellung eines stellvertretenden Bezirksleiters der Deutschvölkischen Freiheitspartei (DVFP) nahm er von 1922 bis 1924 ein.
Im Jahre 1924 trat er in den Völkisch-Sozialen Block ein, zum 1. Oktober 1925 schloss er sich der NSDAP an (Mitgliedsnummer 22.029). In der Parteihierarchie wurde Münzer in Osnabrück im Jahre 1931 mit der Leitung der Propagandaabteilung betraut.
Von 1932 bis 1934 führte er die Ortsgruppenleitung (OGL) der NSDAP in Osnabrück-Martinitor an. 1933 wurde er in den Stadtrat gewählt. Für die NSDAP vertrat er vom 20. August 1934 bis Ende August 1940 die Kreisleitung der NSDAP des Bereichs Osnabrück-Stadt. Im Sommer 1935 nahmen die von ihm angeheizten antisemitischen Ausschreitungen in Osnabrück ein derartiges Ausmaß an, dass Gestapo und andere staatliche Stellen einschritten und ihn zwangen, diese zu beenden.
Als Beauftragter des Reichskommissars für die Niederlande übernahm er vom 26. Juli 1940 bis zum 1. Dezember 1944 die Leitung der Provinz Zeeland, wobei er in der Stadt Koudekerke das Kommando führte. Am 3. April 1945 flüchtete Münzer zusammen mit dem Oberbürgermeister von Osnabrück, Erich Gaertner, und dem Gauinspektor Fritz Wehmeier vor den einrückenden britischen Truppen aus Osnabrück in Richtung Bremen. Am Stadtrand sahen sie eine weiße Fahne auf einem Bauernhof und fuhren dorthin. Einer der drei erschoss die 52-jährige Bäuerin Anna Daumeyer, die, um ihren Sohn zu schützen, auf Befragen angab, die Fahne gehisst zu haben. Die Tat wurde nie gesühnt, jedoch starb Fritz Wehmeier kurze Zeit später in der Nähe von Ostercappeln, als sein Auto beschossen wurde. Gaertner, der dem Auto folgte, konnte zunächst fliehen, Münzer wurde sofort gefangenen genommen. Die Alliierten lieferten ihn in die Niederlande aus, wo er im Kamp Vught interniert wurde. Am 7. August 1948 wurde Münzer nach Deutschland entlassen.
1949 wurde Münzer im Entnazifizierungsverfahren gegen eine Geldbuße von 2000 Mark als „minderbelastet“ eingestuft. Wegen der Brandstiftung an der Osnabrücker Synagoge in der Reichspogromnacht 1938 wurde Münzer zusammen mit anderen lokalen NS-Funktionären ebenfalls 1949 vor Gericht gestellt und im Dezember 1949 freigesprochen.